# Lakshmiswar Sinha
Lakshmiswar Sinha (6. juni 1905 i Rarisal i det nordøstlige Indien – 22. april 1977 i Shantiniketan, Indien) var indisk esperantist og sløjdlærer i Santiniketan, Bengalen. Han var discipel og ven af Tagore, den måske mest kendte asiatiske esperantist. (Hvis man ser bort fra Japan.)
I Sverig studerede Sinha sløjd i 1928/29. Under et ophold i Stockholm i 1928 blev han esperantist og bestod alle SEI-prøver  (SEI=Svenska Esperanto-Institutet). På Ernfrid Malmgrens initiativ begyndte han i september 1929 at foretage foredragsrejser. Alene i Sverige tilbagelagde han mere end 10 000 km, han holdt mere end 200 foredrag, deriblandt 2 i radioen, for ca. 30 000 mennesker.  I efteråret 1930 fulgte en rundrejse med foredrag i Estland og Litauen.  Derefter tog han til Polen og holdt i løbet af to måneder 40 foredrag i 22 byer for ca. 8000 mennesker. I august 1931 tog han tilbage til Indien, hvor han skrev artikler om esperanto og blev landets ledende UEA-delegerede.
Han kom tilbage til Sverige i efteråret 1933. I 1936 blev hans interessante bog "Hindo rigardas Svedlandon" (En Inder betragter Sverige) offentliggjort. Hans oversættelse af syv fortællinger af Tagore, "Malsata ŝtono" (Sulten sten) i 1961 grundlagde den kendte bogserie Serio Okcidento-Oriento, udgivet af UEA.
Hans mange bestræbelser på at oprette en Esperanto-bevægelse i Indien førte til dannelsen af Bengala Esperanto-Instituto (Det bengalske Esperanto-Institut) i 1963. Samme år udkom også hans brochure Esperanto-movado (Esperanto-bevægelsen) på bengali. Eldona Societo Esperanto offentliggjorde i 1966 i Sverige Sinhas selvbiografi, Jaroj sur tero (År på jorden). Sinhas sidste værk udkom i 1974 – Facila Esperanta lernolibro (En letforståelig esperanto-lærebog).